# أكمة عائشة (حبيش)
اكمه عائشة (حبيش)

تعديل مصدري - تعديل

اكمه عائشة محلة تابعة لقرية بين الاكام، التابعة لعزلة جبل خضراء بمديرية حبيش إحدى مديريات محافظة إب في الجمهورية اليمنية، بلغ تعداد سكانها 45 حسب تعداد اليمن لعام 2004.